# Karl Klindworth
Karl Klindworth (25. září 1830 Hannover – 27. července 1916 Stolpe u Oranienburgu) byl německý skladatel, dirigent, hudební pedagog a klavírní virtuos.

## Život
Jako dítě byl vyučován hře na housle, současně se jako samouk naučil hrát na klavír. V 17 letech byl již úspěšný houslista a kapelník kočovné divadelní společnosti, roku 1848 dirigoval hannoverskou premiéru Meyerbeerových Hugenotů, roku 1850 převzal vedení hannoverského pěveckého spolku Neuer Liedertafel. Roku 1852 odešel do Výmaru, kde se stal žákem Franze Liszta ve hře na klavír a brzy náležel k jeho nejužšímu kruhu žáků a přátel (spolu např. s Hansem von Bülowem, Peterem Corneliem a Joachimem Raffem). V letech 1854–68 se živil jako klavírista a učitel hry na klavír v Londýně. Tam se i roku 1855 seznámil s Richardem Wagnerem a stal se jeho celoživotním oddaným přívržencem a přítelem. Roku 1868 přijal Klindworth pozvání Nikolaje Grigorjeviče Rubinštejna, aby vedl klavírní třídu na Moskevské konzervatoři. Zde se spřátelil s Petrem Iljičem Čajkovským, který na konzervatoři působil jako profesor harmonie, a zde také dokončil klavírní výtah z Wagnerova Prstenu Nibelungova, na kterém začal pracovat vzápětí po prvním setkání se skladatelem na jeho přání, a také kritickou edici děl Frédérika Chopina.
Po Rubinštejnově smrti se Klindworth usadil roku 1882 v Berlíně, kde řídil v letech 1884 až 1886 Berlínské filharmoniky, střídavě s Josephem Joachimem a Franzem Wüllnerem, jakož koncerty místního Wagnerovského spolku. Roku 1883 založil vlastní klavírní školu, o rok později rozšířenou na hudební školu (Klindworth-Musikschule). Ta se roku 1893 spojila s hudební školou založenou roku 1881 Xaverem Scharwenkou, již vedl od roku 1892 jeho bratr Phillip. Na nové škole s názvem Klindworth-Scharwenka-Konservatorium vyučoval Klindworth do roku 1898. Poté působil jako klavírista a dirigent, zejména se však věnoval vydávání klavírních adaptací hudebních děl a psaní učebnic. Roku 1907 adoptovali Klindworth a jeho manželka Henriette rozená Karropová, přes svůj pokročilý věk, desetiletou osiřelou anglickou příbuznou paní Klindworthové, Winifred Williamsovou (1897–1980); ta se roku 1915 provdala za Siegfrieda Wagnera a po jeho smrti se roku 1930 stala vedoucí Hudebních slavností v Bayreuthu.
Aktivní hudební činnosti se Klindworth vzdal roku 1910. Mezitím bydlel s rodinou v Postupimi a později v první německé vegetariánské kolonii "Eden" u Oranienburgu. Tam též roku 1916 zemřel.
Karl Klindworth patřil politicky ke konzervativnímu, antiliberálnímu táboru a hlásil se k "völkisch" hnutí.

## Význam
Klindworth vystupoval zejména jako upravovatel Wagnerových a Lisztových skladeb. Sám označoval setkání s těmito skladatelství a navázání přátelství s nimi za rozhodné okamžiky svého života. Zatímco Liszt pro něj představoval vzor klavírní pedagogiky, uctíval Wagnera jako tvůrce hudebního dramatu a vytvořil pro něj podrobné, orchestrální partituře velmi blízké klavírní výtahy Prstenu Nibelungova, které jsou dodnes jeho nejznámějšími díly. Sám Wagner ale považoval praktickou upotřebitelnost těchto zpracování za omezenou z důvodu přílišné technické náročnosti. V dopise Klindworthovi z 14. února 1874 píše:
Nikdo přece nebude hrát takový klavírní výtah, jaký jste si představoval. […] Takže: raději rovnou jen náznak, protože v současné podobě ho běžný klavírista zvládne jen tehdy, pokud více než polovinu not vynechá.

V rámci vyhotovení partitur z dalších Wagnerových jevištních děl (všech zralých oper počínaje Rienzim) později Klindworth vydal i zjednodušené znění klavírního výtahu z Prstenu.
Klindworth se prosadil i jako hudební vydavatel svými edicemi skladeb Johanna Sebastiana Bacha, Ludwiga van Beethovena, Frédérika Chopina a Felixe Mendelssohna-Bartholdyho. Tyto edice i další adaptace jiných děl mají dnes, v důsledku odlišného přístupu k hudebním dílům, jen historický význam. Naopak dlouho zůstaly v užívání jeho učebnice hry na klavír. Mezi jeho žáky patří Hans von Bülow a William Mason.

## Díla

### Klavírní skladby
- Concert-Polonaise
- Polonaise-Fantaisie

### Adaptace a klavírní výtahy
- Hector Berlioz: Výběr z La Damnation de Faust
- Petr Iljič Čajkovskij: Roméo et Juliette pro 2 klavíry, Francesca da Rimini pro čtyřruční klavír
- Wolfgang Amadeus Mozart: Requiem pro čtyřruční klavír
- Franz Schubert: Große C-Dur-Symphonie pro 2 klavíry
- Richard Wagner: Rienzi, Der fliegende Holländer, Tannhäuser, Lohengrin, Tristan und Isolde, Die Meistersinger von Nürnberg, Ring des Nibelungen, Parsifal

### Edice
- Frédéric Chopin: Oeuvres complètes, 6 svazků, Mosva 1873–1876.
- Ludwig van Beethoven: Sonates pour piano, 3 svazky, Berlín 1884.
- Johann Sebastian Bach: Das wohltemperierte Klavier, Mohuč 1894.
- Felix Mendelssohn Bartholdy: Lieder ohne Worte, Londýn 1898.

### Učebnice hry na klavír
- Die Kunstfertigkeit im Klavierspiel, 24 Übungsstücke in allen Dur- und Moll-Tonarten (Zručnost ve hře na klavír, 24 etud ve všech durových a mollových tóninách), Mohuč 1897.
- Novello's School of Pianoforte Music (Novellova škola hry na klavír), Londýn 1902.
- Elementar-Klavierschule (Základní klavírní škola), Londýn a Mohuč 1903.
- 24 Übungsstücke in allen Dur- und Moll-Tonarten zur Ausbildung der Kunstfertigkeit im Klavierspiel, letztes Ergänzungsheft zur Klavierschule von Bertini (24 etud ve všech durových i mollových tóninách k rozvoji zručnosti ve hře na klavír, poslední doplňkový sešit k Bertiniho klavírní škole)

### Dopisy a literární díla
- Einst und Jetzt in England (V Anglii kdysi a dnes), Bayreuth 1898.
- Gedenken und Gedanken aus Karl Klindworths Briefen nach Wahnfried (Vzpomínky a myšlenky z dopisů Karla Klindwortha do Wahnfriedu), Bayreuth 1916.
- Unveröffentlichte Briefe Karl Klindworths an Tschaikowski (Nezveřejněné dopisy Karla Klindwortha Čaljkovskému), Berlin 1965.